# 積斯汀·賀迪
贾斯汀·雷蒙·霍伊特（英語：Justin Raymond Hoyte，1984年11月20日—）出生於英國倫敦雷頓斯通（Leytonstone），是一位千里達及托巴哥職業足球員，司職後衛，可擔任左或右閘，現時被效力英冠球會米杜士堡借到另一英冠球會米禾爾。

## 生平

### 球會

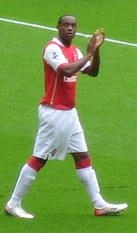
效力阿仙奴時的賀迪

賀迪在2003年5月與阿仙奴簽訂職業球員合約。雖然作為一個右閘球員，但他在新特蘭和阿仙奴都曾串演左閘上陣。
作為阿仙奴球員，他在2003年5月英超聯賽對修咸頓的賽事中作為後備於89分鐘首次為球隊上陣。往後他上陣的球賽主要是英格蘭聯賽盃賽事，但他在2004/05年球季在聯賽上陣5場，其中4場作為正選球員。
在2004年夏季，賀迪曾被葉士域治要求借用，但領隊雲加希望賀迪留在英超作賽，於翌季把他借往新特蘭。賀迪為「黑貓」在全個2005/06年球季上陣31場，在對紐卡素的賽事中射入一球。
因著艾殊利·高爾離隊轉會車路士以及克利希受傷，賀迪成為了阿仙奴的主要左後衛，在對薩格勒布戴拿模及阿士東維拉的賽事中作為正選出場。在簽入車路士的加拿斯後，賀迪被加拿斯搶去左閘正選席位，而且右閘伊保爾受傷，因此賀迪踢回他比較喜歡的右閘位置。 在2007年5月20日他已為球會上陣53場。
他第一個進球是在2007年7月2日主場迎戰查爾頓。他把球攻入由卡臣把關的對方大門，成為了首個在阿聯酋航空球場取得入球的英格蘭人。
在2007年7月19日，英國報章《每日鏡報》報導阿士東維拉有意用250萬英鎊將賀迪羅致旗下，但他選擇留在阿仙奴。惟仍然無法爭取一席正選，2008年8月13日米杜士堡向阿仙奴提價要求收購賀迪，8月16日新球季開鑼日賀迪以300萬英鎊轉會米杜士堡，簽約四年。
2012年夏季賀迪為米杜士堡上陣超過100場後約滿，直到8月3日才與球隊續簽兩年新約。
2013年11月5日，英冠米禾爾從米杜士堡借到29歲的賀迪至2014年1月1日。

### 國家隊
賀迪為英格蘭U21國家隊出賽18場，在英格蘭參加2007年歐洲U-21足球錦標賽全部4場賽事上陣。賀迪於2006年11月14日對荷蘭時取得其唯一國際賽入球。

## 外部連結
- 足球数据库：賀迪的球员统计数据